# فائقة السيد باعلوي
فائقة السيد أحمد باعلوي هي سياسية يمنية وتشغل منصب الأمين العام المساعد للشؤون منظمات المجتمع المدني في حزب المؤتمر الشعبي العام وكانت مستشارة الرئيس هادي لشؤون المرأة.

## حياتها ونشأتها
ولدت الثامن أكتوبر 1953 في مدينة عدن وتنحدر اسرتها من مدينة حضرموت من آل باعلوي الاسرة الحضرمية العريقة.

## المؤهلات العلمية
- ليسانس علوم سياسية وأعلام قسم صحافة – جامعة الجزائر.
- عملت مديرة الإدارة بوزارة الإعلام -المنظمات العربية الدولية

## الخبرات والمناصب
- مديرة إدارة قسم الإعلام بالمجلس اليمني للسلم والتضامن.
- ضابطة إعلام بوزارة التربية والتعليم.
الأنشطة العامة:
- إعداد تقرير احصائي حول نسبة المرأة في قوة العمل في كافة مجالات العمل في المحافظات الجنوبية.
- المشاركة في المؤتمرات والندوات الداخلية والخارجية.
- المشاركة في مؤتمر الشباب والطلاب بعدن.
- المشاركة في مؤتمر السلام في منغوليا.
- المشاركة في مؤتمر التضامن الأفروأسيوي في فيتنام.
- العضوية في المنظمات و الاتحادات.
- عضو لجنة مركزية لاتحاد الشباب الاشتراكي اليمني أشيد سابقا ً.
- عضو اللجنة الوطنية للمرأة العالمي 75م.
- عضو اللجنة التحضيرية للحملة الوطنية الشاملة لمحو الأمية وتعليم الكبار 1985م.
- عضو مؤتمر الحوار الوطني الشامل
- عضو اللجنة الدائمة للمؤتمر الشعبي العام.
- عضو اللجنة العامة للمؤتمر الشعبي العام.
- تم تكليفها بمنصب الامين العام المساعد للمؤتمر الشعبي العام من قبل اللجنة الدائمة الرئيسية للمؤتمر في دورتها الاستثنائية المنعقدة يوم السبت 8-11-2014م.
- اقر تكليفها بمنصب الامين العام المساعد لشئون منظمات المجتمع المدني في اجتماع قيادة المؤتمر يوم الاثنين 10-11-2014م.